# Medemblik (ville)
Pour les articles homonymes, voir Medemblik.
Medemblik est une petite ville de la commune néerlandaise du même nom, dans la province de la Hollande-Septentrionale. Le 1er janvier 2006, la ville comptait 7 994 habitants.
En 1288, sur les instructions de Florent V de Hollande, un château est construit : le château Radboud.

## Galerie

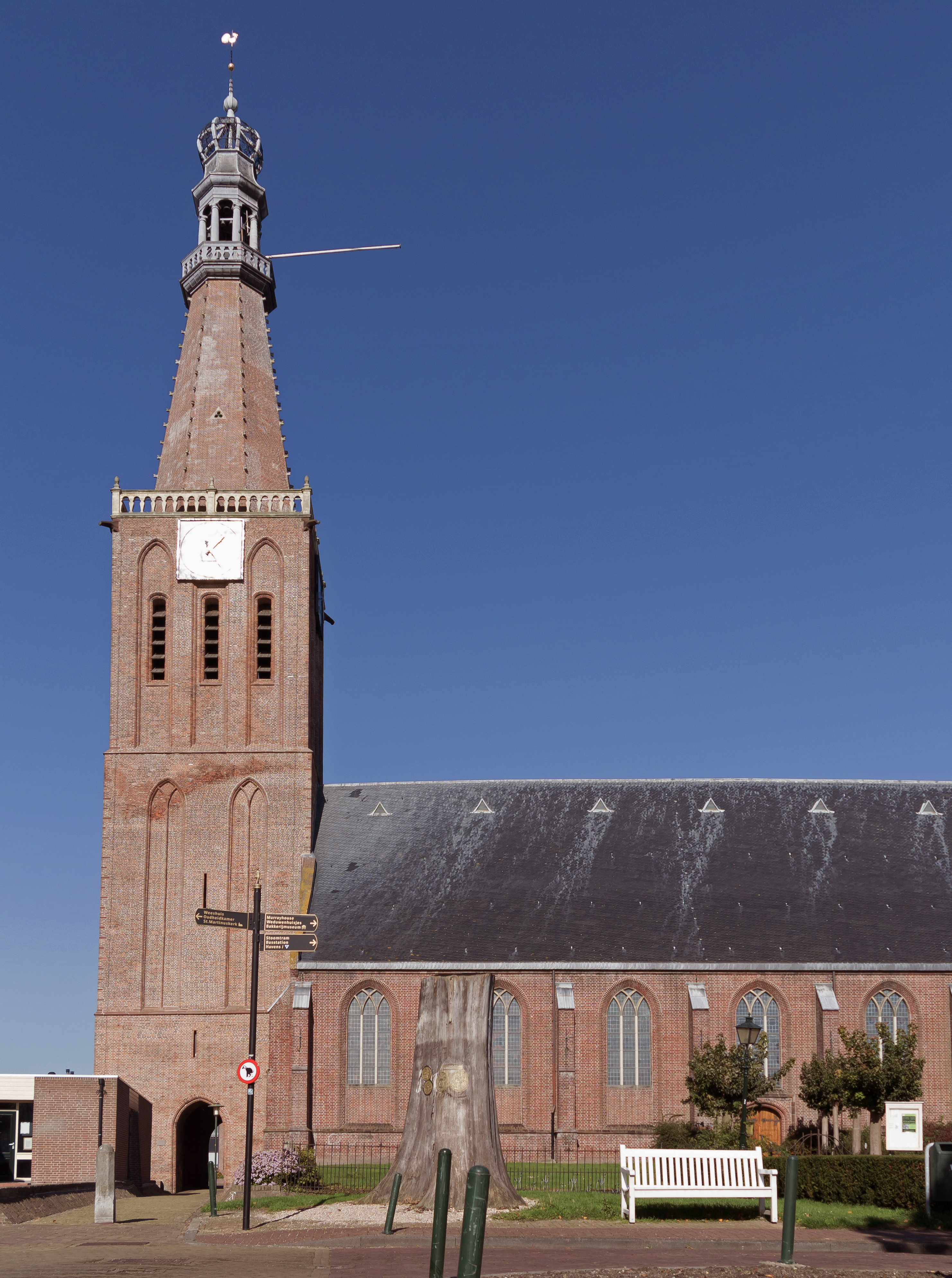
L'église : de Bonifaciuskerk
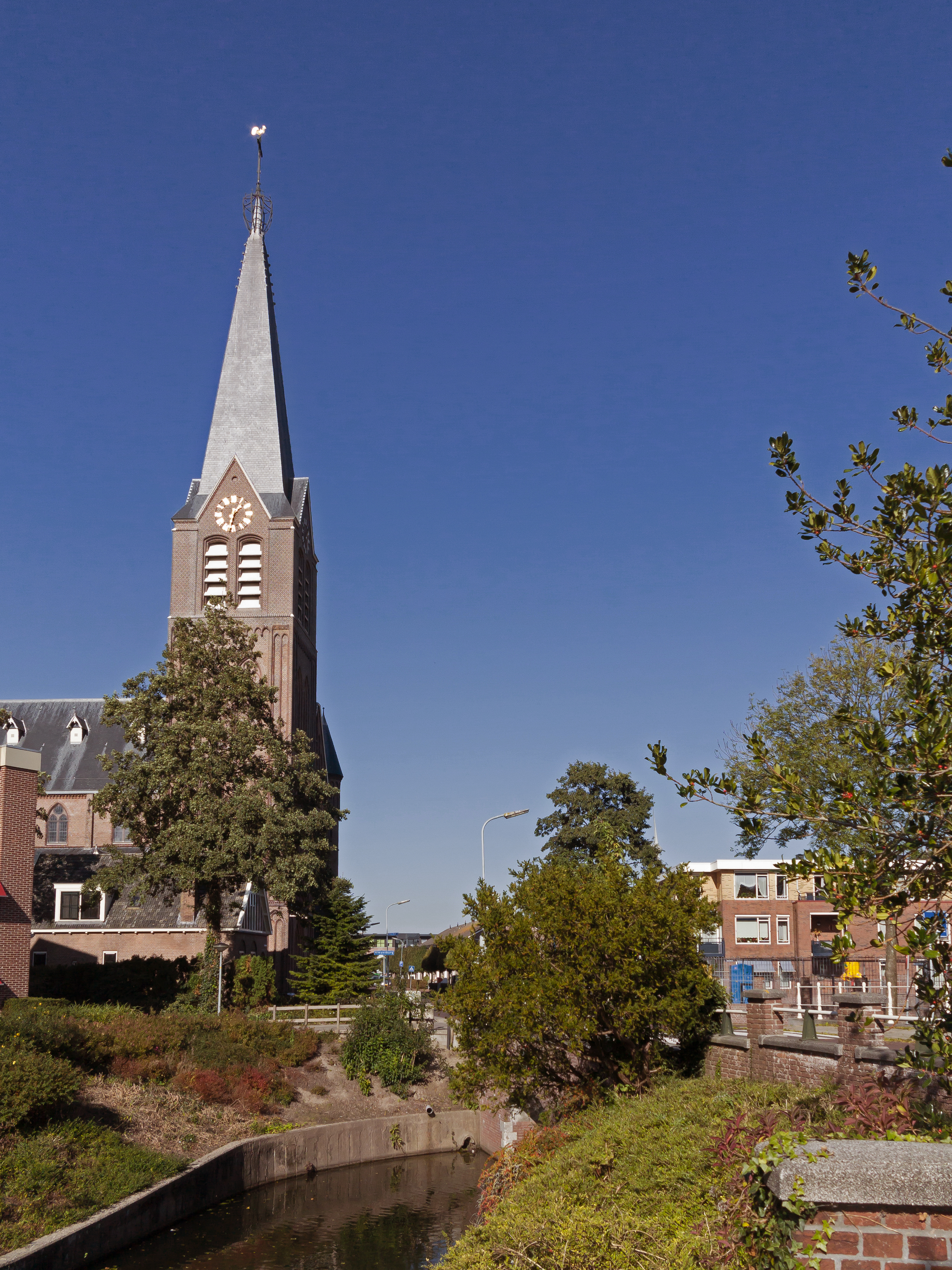
L'église : de Sint Martinuskerk
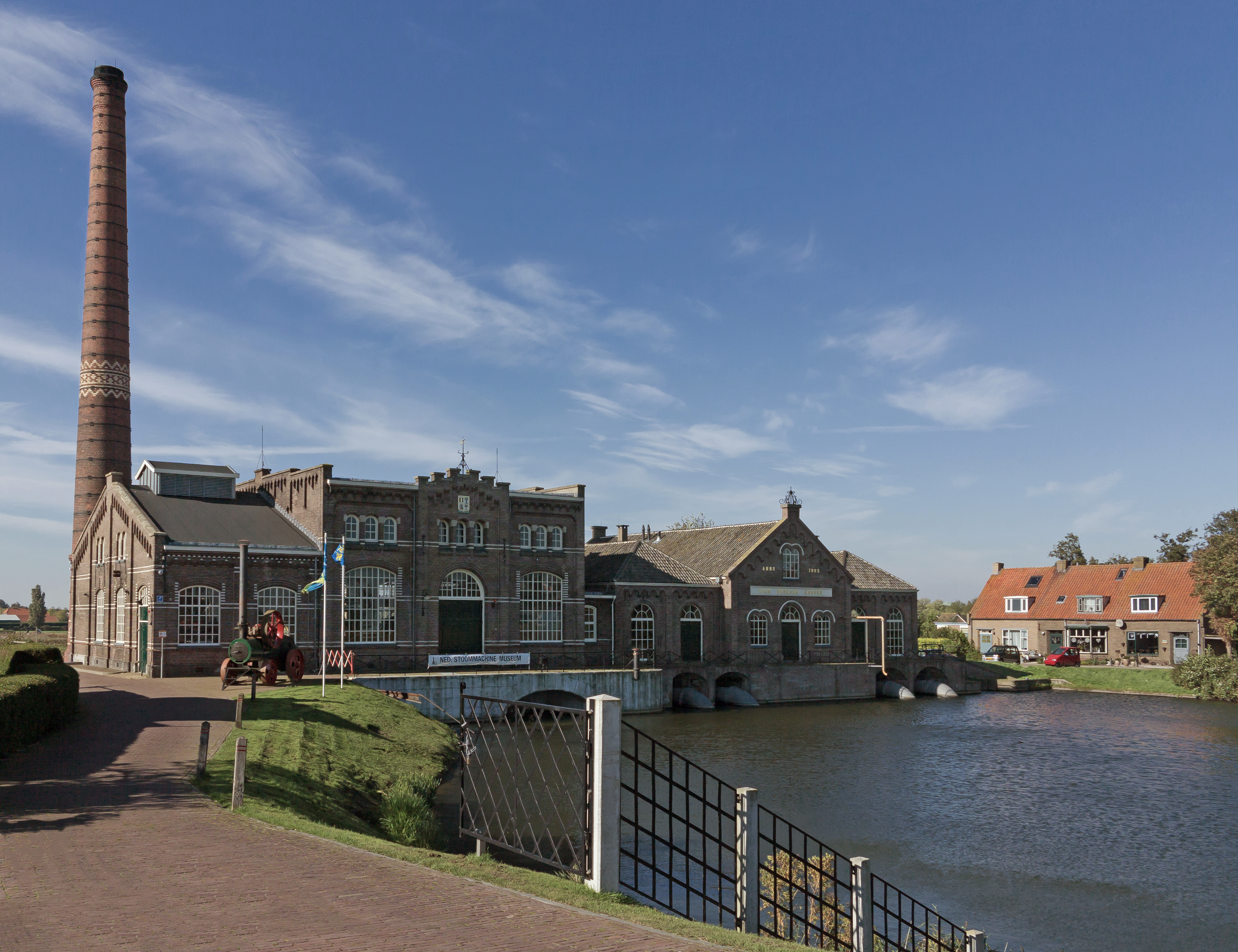
Station de pompage: Stoomgemaal Vier Noorder Koggen